# Marika Lindström
Marika Lindström, född 25 november 1946 i Skellefteå, är en svensk skådespelare.

## Biografi
Lindström växte upp i Jokkmokk innan familjen flyttade till Kil i Värmland. Hennes farfar var riksdagsledamot Alfred Lindström. När hon tagit studenten i Karlstad hade hon först planer på att studera litteraturhistoria i Stockholm men började istället spela studentteater och kom 1966 in på Calle Flygare Teaterskola. Hon tog lektioner för skådespelarna Irma Christenson och Håkan Serner och arbetade extra bland annat som filmklippare för TV. Vid TV fick hon även en del statistroller och hon spelade teater vid Teater 9 innan hon studerade vid Teaterhögskolan i Stockholm 1972–1975. Hon tillhör den fasta ensemblen på Stockholms stadsteater, där hon uppträtt sedan 1975. I början av 1990-talet var hon en period verksam vid Dramaten och TV-teatern.
Marika Lindström är främst känd för sina roller i TV-serierna Lösa förbindelser (1985) och Varuhuset (1987–1988) som VD:n Karin Forss. Hon har gjort en del mörkare roller i bland annat Anderz Harning-filmatiseringen Ondskans år (1986) och som Hedvig i serien efter Sigfrid Siwertz Selambs (1979).
Under 2000-talet har hon bland annat spelat rollen som den ihjälsprängda OS-generalen i Colin Nutleys Sprängaren (2001) och huvudpersonen Hoffas mor i TV-serien Tusenbröder (2002).
Hon var gift från 1975 med skådespelaren Ingvar Hirdwall till dennes död 2023.

## Filmografi (i urval)
- 1968 – Markurells i Wadköping (TV-serie)
- 1972 – Bröderna Malm (TV-serie)
- 1977 – Hammarstads BK (TV-serie)
- 1978 – Isgraven (TV-film)
- 1979 – Selambs (TV-serie)
- 1979 – Godnatt, jord (TV-serie)
- 1980 – Modet att döda
- 1980 – Swedenhielms (TV-pjäs)
- 1982 – Gräsänklingar
- 1982 – Hedebyborna (TV-serie)
- 1982 – Skulden (TV-serie)
- 1984 – Modet att döda (TV-serie)
- 1985 – Svindlande affärer
- 1985 – Lösa förbindelser (TV-serie)
- 1987 – Ondskans år (TV-serie)
- 1987 – Varuhuset (TV-serie) som Karin Forss
- 1987 – Nionde kompaniet
- 1987 – I dag röd (TV-serie)
- 1988 – Clark Kent (TV-serie)
- 1989 – Flickan vid stenbänken (TV-serie)
- 1990 – Honungsvargar
- 1991 – Mord och passion (TV-serie)
- 1991 – Tre kärlekar (TV-serie) (gästroll)
- 1992 – Blueprint (TV-serie)
- 1993 – Sökarna
- 1993 – Morsarvet (TV-serie)
- 1994 – Pillertrillaren
- 1998 – Den tatuerade änkan (TV-film)
- 2001 – Sprängaren
- 2002 – Tusenbröder (TV-serie)
- 2003 – Om jag vänder mig om
- 2006 – Beck – Flickan i jordkällaren
- 2006 – Inga tårar
- 2006 – Tusenbröder (TV-serie)
- 2007 – Tusenbröder (TV-serie)
- 2008 – Livet i Fagervik (TV-serie) (gästroll)
- 2010 – En busslast kärlek (TV-film)
- 2012 – Arne Dahl: De största vatten
- 2012 – Prime Time
- 2012 – Den röda vargen
- 2012 – The Spiral (TV-serie)
- 2013 – Den som söker
- 2013 – Fjällbackamorden: Strandridaren
- 2013 – Wallander – Den orolige mannen
- 2014 – Torpederna (TV-serie)
- 2015 – Miraklet i Viskan
- 2016 – Sameblod
- 2016 – Medan vi lever
- 2017 – Torpederna (TV-serie)
- 2017 – Ack Värmland (TV-serie) (gästroll)
- 2017 – Vår tid är nu (TV-serie)
- 2019 – Sune – Best Man
- 2022 – Bränn alla mina brev

## Teater

### Roller (ej komplett)
| År   | Roll                                | Produktion                                                                            | Regi                | Teater                    |
| ---- | ----------------------------------- | ------------------------------------------------------------------------------------- | ------------------- | ------------------------- |
| 1975 | Fröken Burgenstierna                | Herr von Hancken Agneta Pleijel                                                       | Johan Bergenstråhle | Stockholms stadsteater    |
| 1985 | Prostinnan                          | Herr Puntila och hans dräng Matti (Herr Puntila und sein Knecht Matti) Bertolt Brecht | Fred Hjelm          | Stockholms stadsteater    |
| 1986 | Helma                               | Parken (Der Park) Botho Strauss                                                       | Jan Maagaard        | Stockholms stadsteater    |
| 2004 | Förste clownen                      | Hamlet William Shakespeare                                                            | Philip Zandén       | Stockholms stadsteater    |
| 2004 | Mrs Jeffers                         | Din stund på jorden Vilhelm Moberg                                                    | Leif Stinnerbom     | Stockholms stadsteater    |
| 2005 | Edna                                | Balansgång (A Delicate Balance) Edward Albee                                          | Björn Melander      | Stockholms stadsteater    |
| 2006 | Mor Åse von Eberkopf Begriffenfeldt | Peer Gynt Henrik Ibsen                                                                | Leif Stinnerbom     | Västanå Teater            |
| 2010 | Chefspiloten Isagel                 | Aniara Harry Martinson                                                                | Lars Rudolfsson     | Stockholms stadsteater    |
| 2010 |                                     | Dödsdansen August Strindberg                                                          |                     | Strindbergs Intima Teater |
| 2017 | B                                   | Vintermusik Lars Norén                                                                | Sofia Jupither      | Kulturhuset Stadsteatern  |
| 2020 |                                     | Vakten vid Rhen (Watch on the Rhine) Lillian Hellman                                  | Jenny Andreasson    | Dramaten                  |
| 2021 | Ann                                 | Amour Michael Haneke                                                                  | Kjersti Horn        | Kulturhuset Stadsteatern  |